# Моравська зірка
Моравська зірка, також Гернгутська зірка (нім. Herrnhuter Stern, англ. Moravian star) — популярна різдвяна прикраса в країнах Заходу, симетрична об'ємна багатопроменева зірка, що символізує Вифлеємську зірку. Моравські зірки відомі з першої половини XIX століття й отримали свою назву від релігійної громади моравських братів, чи гернгутерів, в якій вперше було виготовлено таку прикрасу.

## Історія
Перша моравська зірка була виготовлена в 30-ті роки XIX століття в школі для хлопчиків в Ніскі (Саксонія), знаходиться у віданні моравської церкви. Відомо, що зірка, що мала 110 променів, була виготовлена до 50-річчя школи, і легенда приписує її створення вчителю математики, який з її допомогою намагався ілюструвати геометричні принципи для своїх учнів. Зірка мала вигляд багатогранника, до кожної грані якого була приклеєна піраміда. Наступне свідоцтво про моравську зірку в Німеччині датується 1887 роком, коли вона з'явилася в інтернаті для хлопчиків в Будишині (також в Саксонії). Зібравші її учителя вивісили її в школі в дні Адвента (є також вказівки, що вже в 1842 році моравські зірки прикрашали різдвяну ялинку в Вільямсбург, штат Вірджинія). У 90-ті роки XIX століття було вперше налагоджено комерційне виробництво і продаж моравських зірок. Першим виробником став власник книгарні в Гернгуті Гендрік Пітер Вербеке, який розробив дизайн 25-променевої зірки, що став традиційним, а в 1925 році запатентував порожнисту модель. Перші зірки висвітлювалися зсередини лампами на рапаковій олії, яку пізніше змінив гас, а ще пізніше — електричні лампи.
До початку XX століття тендітні паперові зірки були витіснені більш міцними виробами із сталевих листів і рейок, або з паперу на металевому каркасі. З'явилися розбірні моделі, які переживали період від Різдва до Різдва в складеному вигляді. Прикраса спочатку поширювалася в громадах моравських братів і з 1925 року вивішувалося на Адвент в їх церквах, але потім вийшла за межі цієї групи населення, отримавши свою сучасну назву.
Коли Перша світова війна перервала виробництво оригінальних гернгутських зірок, їх стала поставляти американським гернгутерам майстерня в Уїнстон-Сейлемі (Північна Кароліна) — місті, заснованому парафіянами моравської церкви. Широкій американській публіці моравська зірка стала відома після того, як в 1924 році письменниця Вініфрід Кіркланд розповіла про свій візит в Вінстон-Сейлем під час зимових свят у книзі «Зірка ще сяє». В 1968 році було знову налагоджено виробництво моравських зірок у самому Гернгуті, звідки по всьому світу розійшлося близько півтора мільйона примірників.

## Культурне значення

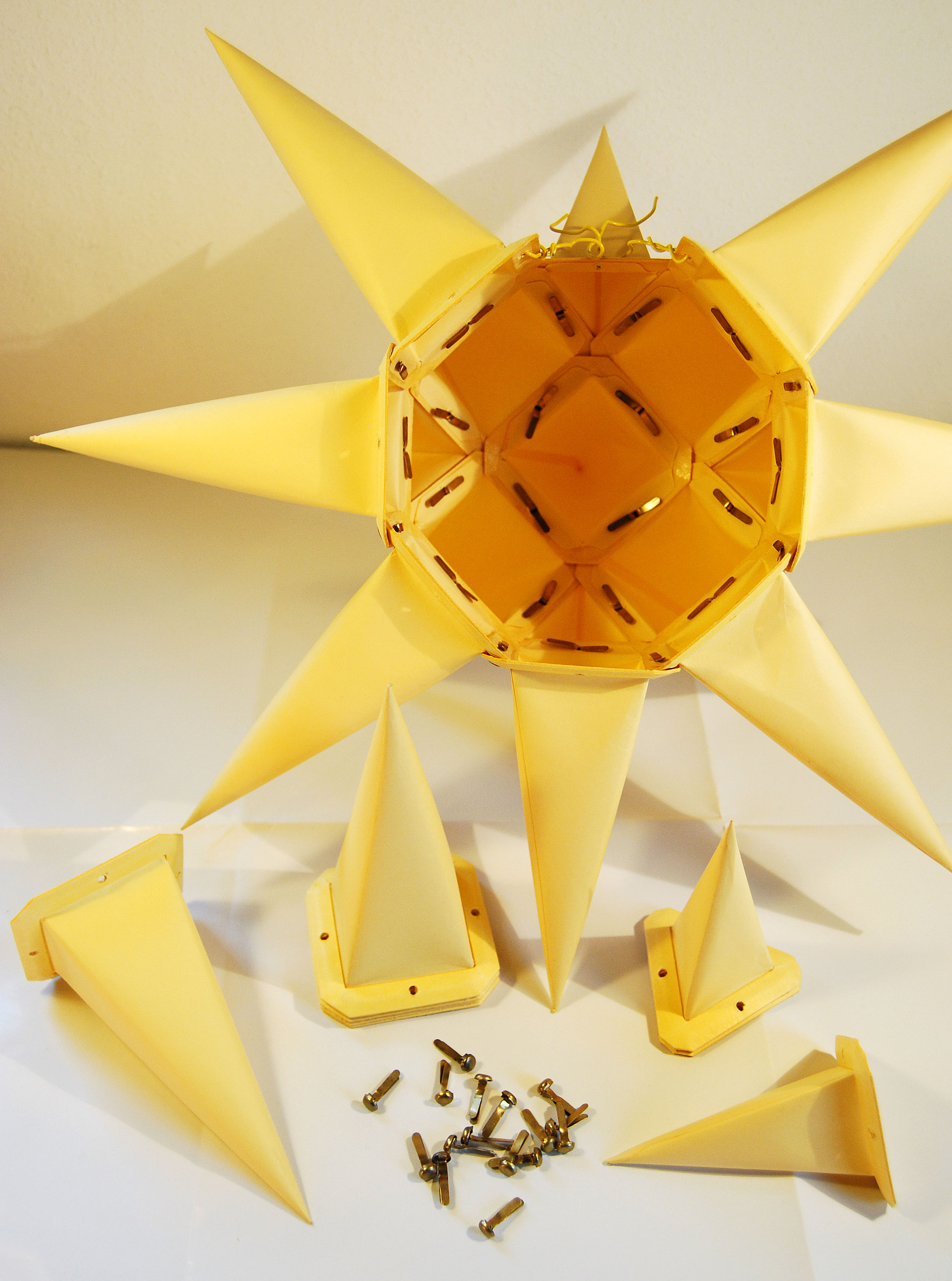
Моравська зірка в процесі складання

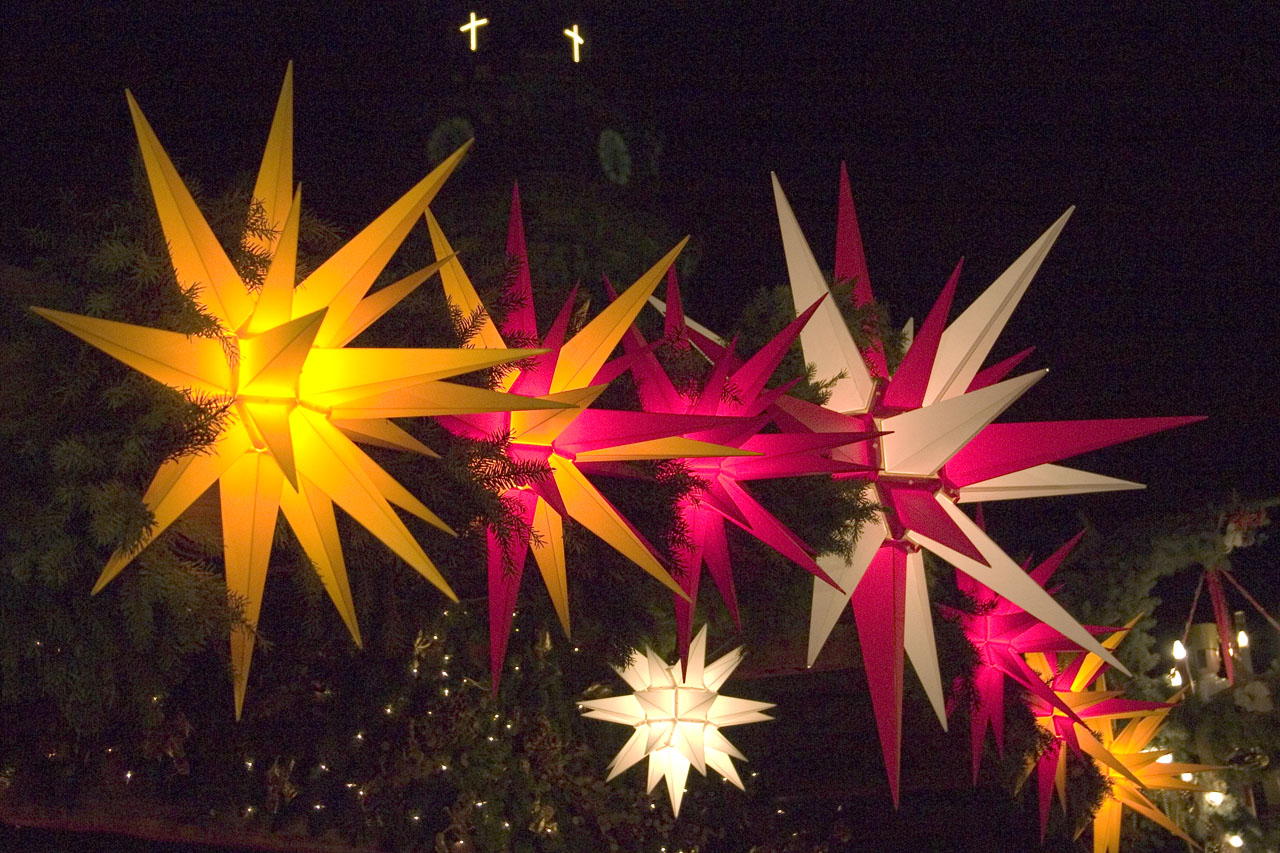
Моравські зірки в Дрездені

Моравські зірки зберігають своє значення як символ моравської релігійної громади. Зірки традиційно вивішують у першу неділю Адвенту і знімають після 6 січня — дати свята Богоявлення в західних християнських конгрегаціях. У Вінстон-Сейлемі десятиметрова алюмінієва моравська зірка вагою в півтори тонни — мабуть, одна з найбільших за всю історію їх існування, — прикрашає північну вежу медичного центру місцевого університету.
Нині власником прав на назву і форму є фірма Herrnhuter Sterne GmbH в Німеччині, заснована в 1991 році під егідою моравської церкви. Однак традиція виготовлення саморобних зірок досі жива в школах-інтернатах, де вона є одним з популярних серед дітей занять напередодні Різдва.
Хоча число променів моравської зірки може становити від 16 до 110, зірка класичного дизайну оснащена 25 променями, 17 з яких в перетині утворюють чотирикутник, а інші вісім — трикутник. Випускаються червоні і жовті зірки, а також зірки традиційних різдвяних кольорів.